# Poliamoria

A poliamoria széles körben használt szimbóluma: a végtelen szív

Poliamoria, magyarul többszerelműség (a görög πολύ [poly, jelentése sok vagy több] és a latin amor [szerelem] szóösszetételből) kettőnél több személy közötti intim kapcsolat egyidejű gyakorlata, kívánsága vagy elfogadása, melyről minden szereplőjének tudomása van és amelyhez hozzájárul. Nem tévesztendő össze a poliszexualitással.
A poliamoria kifejezést gyakran rövidítik mint poli, illetve nevezik mint konszenzusos, etikus vagy felelős nonmonogámia. A szexuálisan nem kizárólagos intim kapcsolatokra vonatkozó fogalmat néha tágabb értelemben használják, bár ennek mértékében nincs teljes egyetértés; hangsúlyozott viszont, hogy az erkölcsiség, az őszinteség és a nyíltság széleskörűen elismert mint döntő meghatározó jellemző.
A „többszerelmű” kifejezés vonatkozhat egy kapcsolat számos időbeli fázisának természetére, filozófiájára, illetve a kapcsolat orientációjára (leginkább nemi és szexuális orientációjára). Néha mint összefoglaló kifejezés használatos, mely magában foglal számos különböző plurális kapcsolati formát; a többszerelmű viszonyok sokfélék, tükrözik a részt vevő egyének választásait és filozófiáit.
A poliamoria kevésbé specifikus kifejezés, mint az egynél több házasfél bírásának gyakorlatát vagy állapotát jelentő poligámia. A poligám kultúrák többsége tradicionálisan többnejű, ahol egy férjnek több felesége van. A többférjű társadalmak, melyekben egy feleségnek több férje van, sokkal kevésbé gyakoriak, de léteznek. A házasság nem előfeltétel a többszerelmű kapcsolatokban.
A többszerelmű kapcsolatok döntő jellemzője a „tudomás és a beleegyezés minden érintett partner részéről”. A poliamoria megkülönböztető jegye a poligámia tradicionális formáitól (v.ö. „megcsalás”) az az ideológia, mely szerint a nyitottságnak, jó szándéknak, őszinte kommunikációnak, etikus viselkedésnek dominálnia kell a résztvevők mindegyikének körében. Az Egyesült Államokban 2009 júliusában a becslések szerint több mint 500.000 többszerelmű kapcsolat létezett.

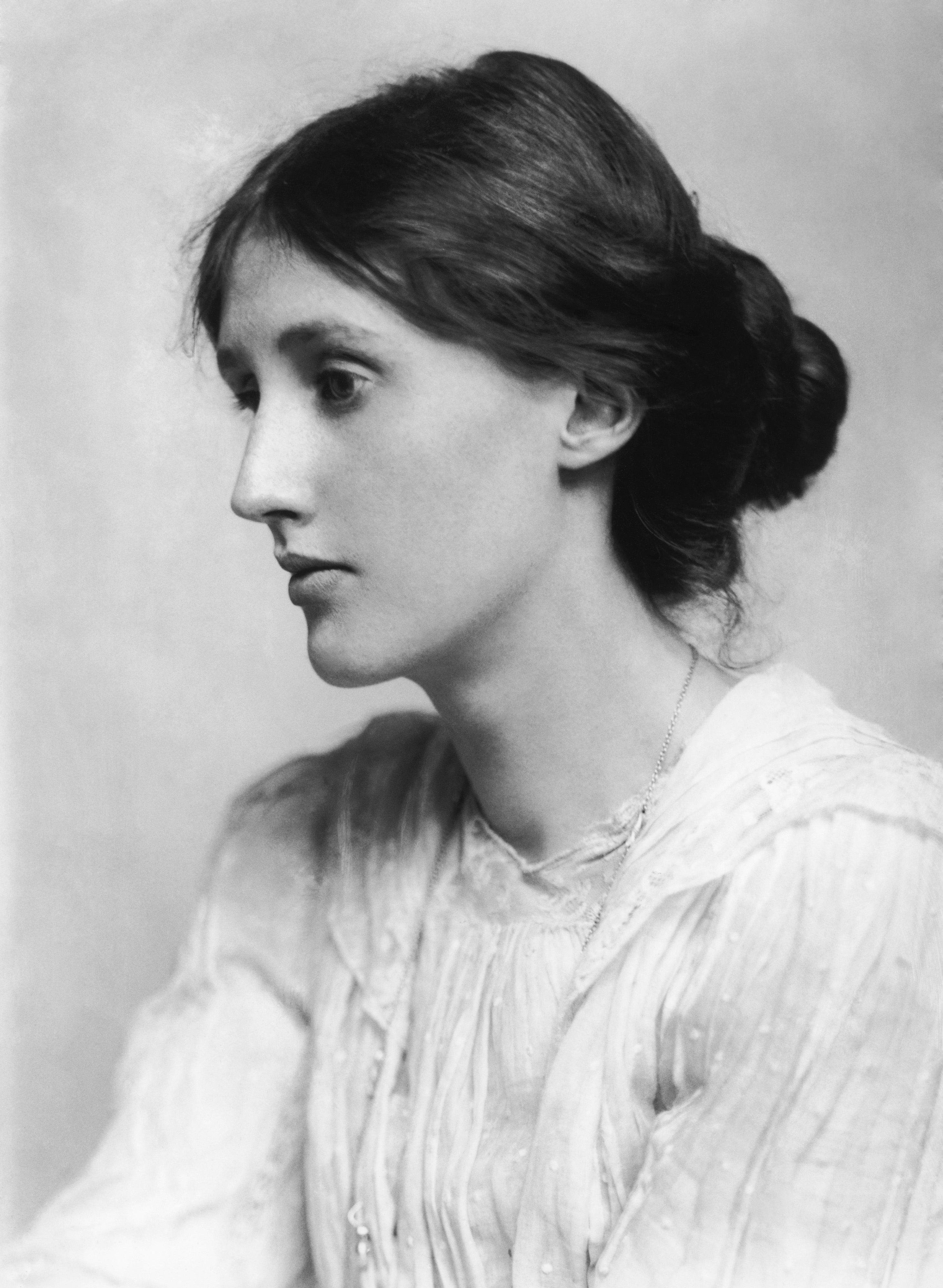
Virginia Woolf

A magukat többszerelműnek tekintő emberek tipikusan visszautasítják azt a nézetet, hogy a szexuális és párkapcsolati kizárólagosság szükséges a mély, elkötelezett, hosszú távú szerelmi kapcsolathoz. Mindazok, akik nyitottak vagy érzelmileg alkalmasak a többszerelműségre, beszállhatnak egy többszerelmű kapcsolatba függetlenül attól, hogy egyedülállók vagy monogám, illetve nyitott párkapcsolatban vannak. A szex nem szükségszerű elsődleges középpont a többszerelmű kapcsolatokban, amelyeket általában hosszú távú kapcsolatépítést kereső, egymást kölcsönösen elfogadó egyének alkotnak, akik számára a szex csak egyik aspektusa társas viszonyaiknak.
A többszerelmű kapcsolatok a gyakorlatban résztvevőiktől függően nagyon különfélék és egyéniek. Sokak számára az ilyen kapcsolatok a bizalom, a hűség, a kölcsönösen elfogadott határok, a komperzió (compersion) eszményi értékeire, úgyszintén a féltékenység, a kisajátítási törekvés legyőzésére és a korlátozó kulturális minták visszautasítására épülnek. Létezhet erőteljes intim kötődés három vagy több személy között. A többszerelmű kapcsolatok fenntartásához szükséges sajátos készségek és magatartások növelik a kihívásokat, melyek ritkán találhatók meg a hosszú távú kapcsolatok hagyományos „randevú és házasság” modelljében. A poliamoria egy sokkal folyékonyabb, rugalmasabb szemléletet kíván a szerelmi kapcsolatban, sőt még a szabályok és határok összetett rendszerének működtetésében is. Ráadásul egy többszerelmű kapcsolatban a résztvevők nem rendelkezhetnek, partnerüktől sem várhatják el, hogy rendelkezzenek a kapcsolat tartamának prekoncepciójával, ellentétben a monogám házasságokkal, ahol általában a cél az élethosszig tartó egyesülés. Mindazonáltal a többszerelmű kapcsolatok sok éven át képesek fennállni, illetve fennállnak.

## Poliamoristák
- Deborah Anapol, a „Polyamory: The New Love without Limits” című könyv szerzője.[8]
- Émile Armand,[9] a többszerelműség történetének egyik legbefolyásosabb 20. századi francia aktivistája, individualista anarchista
- Martin Cahill, ír gengszterfőnök és Francis Cahill és Patricia, a testvére[10]
- Natalie Clifford Barney, írónő[11]
- Karl Barth, teológus, egyházalapító, szocialista és atomfegyver ellenző, Nelly Barth, és Charlotte von Kirschbaum, protestáns teológusnő[12]
- Michèle Bernstein, francia író (Guy Debord-ral és Michele Mochot-val)[13][14]
- Bertolt Brecht, költő és drámaíró[15][16][17]
- Simone de Beauvoir és Jean-Paul Sartre, francia egzisztencialista filozófusok, regényírók, szövegkönyvírók, politikai aktivisták[18]
- Paul Bocuse, francia sztárszakács, gasztronómiai és szakácskönyv szerző
- C. T. Butler, a Food not Bombs alapítója[19][20]
- Paxus Calta, amerikai poliamoria aktivista[21]
- Albert Camus, francia filozófus és regényíró
- Gala Dalí, modell (Paul Éluard-ral és Max Ernsttel)[22][23]
- Guy Debord, filmkészítő, író, alapító tagja a Szituacionista Internacionálénak (Michèle Bernstein és Michele Mochot társaságában)[13][14]
- Amelia Earhart, a repülés női úttörője, az első jelentős női pilóta[24]
- Dossie Easton[25] és partnernője Janet Hardy,[26] a szerzői a „The Ethical Slut” című könyvnek.[27]
- Havelock Ellis, orvos, pszichológus, író, társadalmi reformer és Edith Ellis[28]
- Paul Éluard, francia költő (Max Ernsttel és Gala Dalíval)[22][23]
- Max Ernst, szürrealista festő (Paul Éluard-ral és Gala Dalíval)[22][23]
- Janet Farrar, brit neopogány író[29]
- Georg Forster,[30] természettudós, újságíró és forradalmár a felvilágosodás idején[31]
- James Goldsmith, angol-francia milliomos, iparmágnás és Lady Annabel Goldsmith[32][33]
- Terisa Greenan, amerikai író, színész, filmkészítő, a Family: the web series című filmsorozat alkotója[34]
- Nina Hartley, amerikai pornószínésznő, filmrendező és szex oktató[35]
- Ken Haslam, aneszteziológus és poliamoria aktivista[36]
- Robert A. Heinlein, science-fiction író
- Franz Hessel, Henri-Pierre Roché és Helen Hessel, történetüket a Jules und Jim című film dolgozta fel François Truffaut rendezésében.
- Etty Hillesum, holland tanítónő, író, misztikus, (1943-ban, Auschwitzban halt meg) és Julius Spier, pszicho-tenyérjós[37]
- Aldous Huxley, író (feleségével Laura Huxley-vel és Mary Hutchinsonnal)[38]
- Gustav Klimt, festő, Emilie Flöge
- Alekszandra Mihajlovna Kollontaj, orosz forradalmárnő, szovjet politikus, diplomata, író, a marxista feminizmus képviselője[39]
- Sasha Lessin, a World Polyamory Association alapítója[36]
- Judith Malina, színész- és rendezőnő, Julian Beck, művész és Hanon Reznikov, a The Living Theatre alapítója[40]
- Elise Matthesen, amerikai esszéista, költő, író, ékszerkészítő iparművész[41]
- William Moulton Marston,[42] Elizabeth (Sadie) Holloway Marston[43] amerikai pszichológusok és Olive Byrne
- Edna St. Vincent Millay, amerikai feminista költő, színműíró[44]
- Lee Miller, fotográfus, Roland Penrose, festő és David E. Sherman
- Louis Mountbatten,  brit államférfi, tengerésztiszt és felesége Edwina Mountbatten[45]
- Edith Nesbit, Hubert Bland,[46] és George Bernard Shaw ír színműíró, kritikus, politikai aktivista
- Graham Nicholls, angol művész és író[47]
- Birgitte V. Philippides, festőnő[36][48]
- Erwin Schrödinger, fizikus, a kvantumelmélet megalapozója,[49] Annemarie Bertel, Hilde March, Arthur March
- Morning Glory Zell-Ravenheart, ír-bennszülött amerikai neopogány költő, író, előadó, papnő[50]
- Jennifer Diane Reitz, amerikai író, programozó, webképregény szerző, a transzszexualizmus támogatója[51]
- Rainer Maria Rilke, költő és Lou Andreas-Salomé, írónő és pszichoanalitikus
- Bertrand Russell, matematikus, filozófus és Constance Malleson és Miles Malleson, mindketten színészek
- Percy Bysshe Shelley, költő
- Robyn Trask, a Loving More magazin szervező szerkesztője[36]
- Voltaire, francia filozófus, Émilie du Châtelet[52] és Jean François de Saint-Lambert[53]
- Dieter Wedel,[54] rendező, Dominique Voland, színésznő, Uschi Wolters tanárnő
- Vita Sackville-West, angol író, költő, kerttervező, Harold Nicolson diplomata és Violet Trefusis, író[55][56][57]
- Virginia Woolf és a Bloomsbury Csoport számos más tagja, mint Bertrand Russell, Clive Bell, Vanessa Bell, Duncan Grant, John Maynard Keynes, Ottoline Morrell, Phillip Morrell, Adrian Stephen, David Garnett, Dora Carrington,[58][59] Lytton Strachey,[60] és Ralph Partridge
- Arnold Zweig, német író[61] és Beatrice Zweig, festő
- Ágoston László magyar operaénekes, blogger, a Nonmono megalapítója[62][63]
- Yungblud (Dominic Richard Harrison), angol énekes, színész[64]

## Filmek
- Szomorú vasárnap, német-magyar 1999; Rendező: Rolf Schübel; Szereplők: Stefano Dionisi, Joachim Król, Ben Becker, Marozsán Erika, Nick Barkow: Das Lied vom traurigen Sonntag című regényéből
- Sem kávé, sem tévé, sem szex, svájci 1999; Rendező: Romed Wyder; Szereplők: Vincent Coppey, Alexandra Tiedemann, Pietro Musillo
- Cécile Cassard tizenhétszer, francia 2002; Rendező: Christophe Honoré; Szereplők: Béatrice Dalle, Romain Duris, Jeanne Balibar
- When Two Won't Do, kanadai 2001; Rendezők: Maureen Marovitch és David Finch; dokumentumfilm
- Álmodozók, olasz-francia-brit 2003; Rendező: Bernardo Bertolucci; Szereplők: Michael Pitt, Eva Green, Louis Garrel
- Three of Hearts: A Postmodern Family, USA 2004; Rendező: Susanne Kaplan; dokumentumfilm
- Nézz az égre!, kanadai-brit 2004; Rendező: John Duigan; Szereplők: Charlize Theron, Penélope Cruz, Stuart Townsend
- Festeni vagy szeretkezni,[65] francia 2005; Rendezők: Arnaud és Jean-Marie Larrieu; Szereplők: Sabine Azéma, Daniel Auteuil, Amira Csar, Sergie Lopez
- Csók, macsók!, amerikai-brit 1999; Rendező: Gregg Araki; Szereplők: Kathleen Robertson, Johnathon Schaech, Matt Keeslar, Kelly Macdonald, vígjáték
- Crustacés et coquillages, francia 2004; Rendezők: Olivier Ducastel és Jacques Martineau; Szereplők: Valeria Bruni Tedeschi, Gilbert Melki, Jean-Marc Barr
- Estélyi ruha, francia 1986; Rendező: Bertrand Blier; Szereplők: Gérard Depardieu, Michel Blanc, Miou-Miou
- Banditák, amerikai 2001; Rendező: Barry Levinson; Szereplők: Bruce Willis, Billy Bob Thornton, Cate Blanchett
- Pourquoi pas!,[66] francia 1977; Rendező: Coline Serreau; Szereplők: Sami Frey, Christine Murillo, Mario Gonzáles
- Obsession,[67] német-francia 1997; Rendező: Peter Sehr; Szereplők: Heike Makatsch, Charles Berling, Daniel Craig
- Jules és Jim,[68] francia 1962; Rendező: François Truffaut; Szereplők: Jeanne Moreau, Oskar Werner, Henri Serre, Marie Dubois
- Nyári szeretők, amerikai-görög 1982; Rendező: Randal Kleiser; Szereplők: Peter Gallagher, Daryl Hannah, Valérie Quennessen
- Henry és June, amerikai 1990; Rendező: Philip Kaufman; Szereplők: Maria de Medeiros, Fred Ward és Uma Thurman
- Vicky Cristina Barcelona, amerikai-spanyol 2008; Rendező: Woody Allen; Szereplők: Scarlett Johansson, Penélope Cruz, Rebecca Hall, Javier Bardem, Chris Messina
- Három, német 2010; Rendező: Tom Tykwer; Szereplők: Sophie Rois, Devid Striesow, és Sebastian Schipper[69]
- Édeshármas, amerikai 1994; Rendező: Andrew Fleming; Szereplők: Lara Flynn Boyle, Stephen Baldwin, Josh Charles és Alexis Arquette
- Marston professzor és a két Wonder Woman, amerikai 2017; Rendező: Angela Robinson; Szereplők: Luke Evans, Rebecca Hall és Bella Heathcote

### Internetes filmsorozat
- Family: the web series[70]

## Fordítás
- Ez a szócikk részben vagy egészben a Polyamory című angol Wikipédia-szócikk ezen változatának fordításán alapul.  Az eredeti cikk szerkesztőit annak laptörténete sorolja fel. Ez a jelzés csupán a megfogalmazás eredetét és a szerzői jogokat jelzi, nem szolgál a cikkben szereplő információk forrásmegjelöléseként.
- Ez a szócikk részben vagy egészben a Polyamory című német Wikipédia-szócikk ezen változatának fordításán alapul.  Az eredeti cikk szerkesztőit annak laptörténete sorolja fel. Ez a jelzés csupán a megfogalmazás eredetét és a szerzői jogokat jelzi, nem szolgál a cikkben szereplő információk forrásmegjelöléseként.

## Külső hivatkozások
- Nonmono - Nyitott kapcsolat? Swinger? Poliamoria? Beszéljünk róla! Archiválva 2020. június 14-i dátummal a Wayback Machine-ben
- Anna vagyok és poli
- Poliamoria Magyarország
- Bevezető a poliamoriába kezdőknek[halott link]